# 설지윤
설지윤은 대한민국의 (1967년 7월 7일~) 배우이자 연출가이다.

## 학력
- 서강대학교 영상대학원 (석사)

## 출연 작품

### 드라마
- 《얼음꽃》 (2002년, SBS)
- 《죽도록 사랑해》 (2003년, MBC)
- 《서동요》 (2005년, SBS) - 소영기술사 역
- 《맨발의 사랑》 (2006년, SBS) - 경아 역
- 《환상의 커플》 (2006년, MBC) - 리조트 직원 역
- 《하늘만큼 땅만큼》 (2007년, KBS1) - 산부인과 의사 역
- 《왕과 나》 (2007년, SBS) - 감찰상궁 역
- 《정조암살미스터리: 8일》 (2007년, 채널CGV) - 청연군주 역
- 《얼렁뚱땅 흥신소》 (2007년, KBS2) - 최면치료사 역
- 《대왕 세종》 (2008년, KBS) - 퇴기춘월 역
- 《온에어》 (2008년, SBS) - 권 작가 역
- 《우리집에 왜왔니》 (2008년, SBS) - 원장 역
- 《하얀 거짓말》 (2008년, MBC) - 강 변호사 역
- 《찬란한 유산》 (2009년, SBS) - 술집 사장 역
- 《두 아내》 (2009년, SBS) - 동준 모 역
- 《멈출 수 없어》 (2009년, SBS)
- 《솔약국집 아들들》 (2009년, KBS2) - 성진과 같은 반 아이의 어머니 역
- 《살맛 납니다》 (2009년, MBC) - 최지은 차장 역
- 《성균관 스캔들》 (2010년, KBS2) - 퇴기 역
- 《해를 품은 달》 (2012년, MBC) - 대비전 상궁 역
- 《그대를 사랑합니다》 (2012년, SBS Plus) - 장경호의 아내 역
- 《아랑사또전》 (2012년, SBS) - 기생 역
- 《특수사건 전담반 TEN 2》 (2013년, OCN) - 양현숙 역
- 《투윅스》 (2013년, MBC) - 꽃뱀 역
- 《왔다! 장보리》 (2014년, MBC) - 청담동 웨딩샵 사장 역
- 《전설의 마녀》 (2014년~2015년, MBC) - 노래방 건물주 역
- 《상류사회》 (2015년, SBS) - 김 과장 역
- 《위대한 이야기 - I.M.Father》 (2015년, TV조선 & tvN) - 아내 역
- 《발칙하게 고고》 (2015년, KBS2)
- 《0시의 그녀》 (2015년, MBC Every1) - 세라 엄마 역
- 《장사의 신 - 객주 2015》 (2015년, KBS2)
- 《몬스터》 (2016년, MBC)
- 《가화만사성》 (2016년, MBC)
- 《나청렴의원 납치사건》 (2016년, SBS) - 나청렴의원 부인 역
- 《W》 (2016년, MBC)
- 《빛나라 은수》 (2016년, KBS1)
- 《아버님 제가 모실게요》 (2017년, MBC)
- 《돌아온 복단지》 (2017년, MBC)
- 《언니는 살아있다》 (2017년, SBS)
- 《크리미널 마인드》 (2017년, tvN) - 이유진 모 역
- 《병원선》 (2017년, MBC)
- 《조선생존기》 (2019년, TV조선)
- 《나쁜 형사》 (2019년, MBC) - 김난희 역
- 《번외수사》 (2020년, OCN) - 최미나 / 장도일  역
- 《쇼윈도: 여왕의 집》 (2021년, 채널A) - 최미나 / 장도일  역
- 《신데렐라 게임》(2024년~2025년, KBS2) - 장 비서 역 / 신여진회장의비서.

### 영화
- 《비디오를 보는 남자》 (2003년) - 지영 모 역
- 《하늘정원》 (2004년) - 노아 모 역
- 《바람의 전설》 (2004년) - 주부사원 2 역
- 《주홍글씨》 (2004년) - 마담 역
- 《발레교습소》 (2004년) - 아파트 주부들 역
- 《혈의 누》 (2005년) - 소연 모 역
- 《태풍》 (2005년) - 씬 친척들 역
- 《야수》 (2006년) - 박용식 아내 역
- 《한반도》 (2006년) - 주부 역
- 《조용한 세상》 (2006년) - 양옥집 부인 역
- 《복면달호》 (2007년) - 마담 역
- 《우리동네》 (2007년) - 효이 모 역
- 《작전》 (2009년) - 가정주부 역
- 《핸드폰》 (2009년) - 영지 엄마 역
- 《그녀들의 방》 (2009년) - 요세 모 역
- 《마음이 2》 (2010년) - 학부모 역
- 《체포왕》 (2011년) - 재성 전처 역
- 《오직 그대만》 (2011년) - 재활원원장 역
- 《그녀의 단속반》 (2011년) - 봉구 모 역
- 《악인은 너무 많다》 (2011년) - 이문희 역
- 《이웃사람》 (2012년) - 라디오뉴스앵커 (목소리) 역
- 《나쁜 피》 (2012년) - 엄마 역
- 《한번도 안해본 여자》 (2014년) - 원장 역
- 《관능의 법칙》 (2014년) - 카페 여주인 역
- 《악인은 살아 있다》 (2015년) - 박씨부인 역
- 《미쓰 와이프》 (2015년) - 지민 모 역
- 《일사각오》 (2016년) - 오정모 역
- 《임을 위한 행진곡》 (2018년) - 태자 역
- 《데자뷰》 (2018년) - 우진 엄마 역
- 《내안의 그놈》 (2019년) - 담당의 역
- 《개 같은 것들》 (2020년) - 수진 역
- 《감동주의보》 (2022년) - 떡집아줌마 역